# Żuławy Wiślane

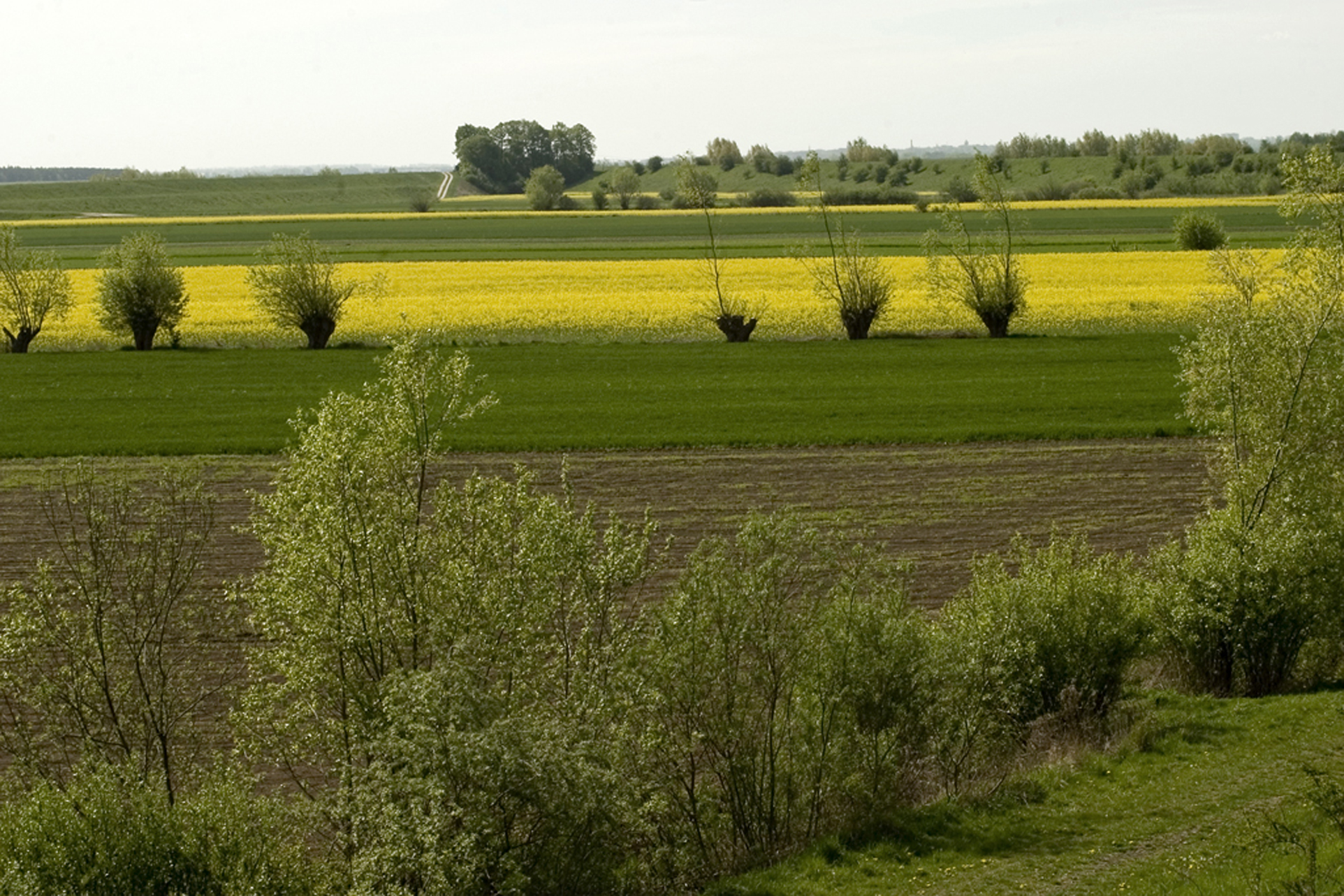
Landschaft des Weichsel-Nogat-Deltas

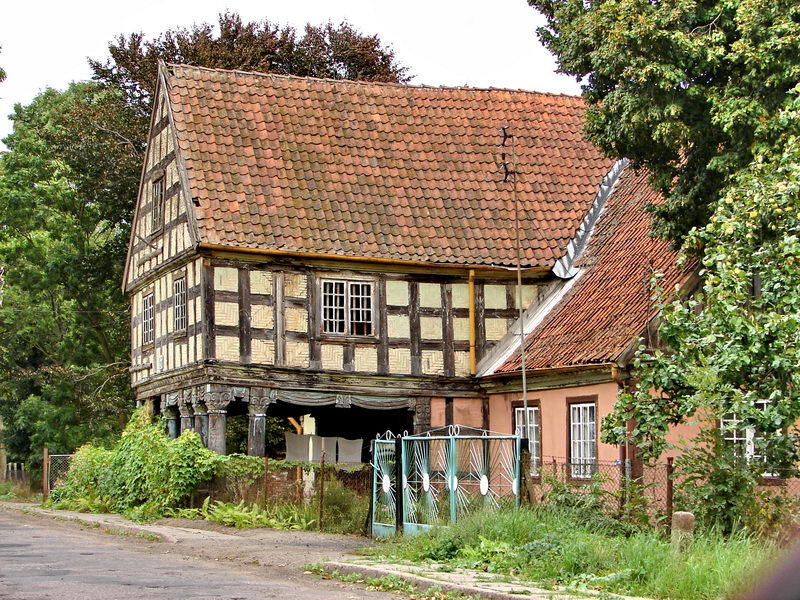
Vorlaubenhaus in Bystrze (Biesterfeld, vor 1825)

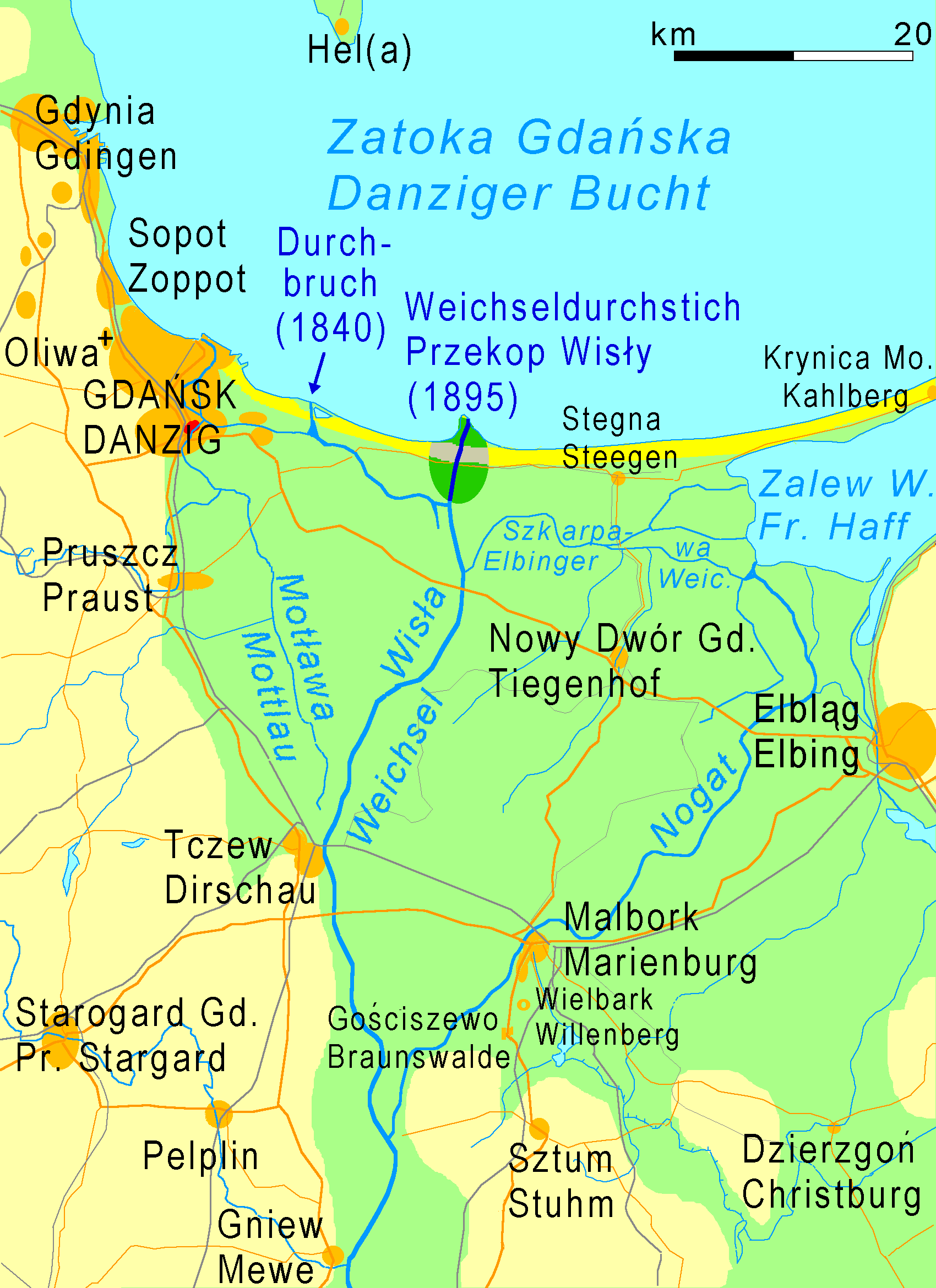
Karte des Weichsel-Nogat-Deltas

Żuławy Wiślane bezeichnet das Gebiet des Weichsel-Nogat-Deltas um das Delta der Flüsse Weichsel (poln. Wisła) und Nogat in Polen. Die wörtliche Übersetzung der polnischen Bezeichnung bedeutet Werder der Weichsel, während im Deutschen die Bezeichnung Großes Werder üblich ist. Es ist eine alte deutsch-polnische Kulturlandschaft, die seit der Zeit des Deutschen Ordens umfassend von ihren Bewohnern geprägt und umgestaltet wurde.

## Gliederung des Gebiets
Das Gebiet gliedert sich in die drei großen Werder: Danziger (Żuławy Gdańskie), Großes Marienburger (Żuławy Wielkie oder Żuławy Malborskie) und Elbingsches Werder (Żuławy Elbląskie). Dazu kamen kleinere Werder, wie z. B. das Steegener Werder. Die Scharpau war der nördliche Teil des Großen Marienburger Werders. Der schmale Dünenrücken der Danziger Nehrung wurde durch Landgewinnungsmaßnahmen erheblich ausgeweitet. Mit der Eindeichung der Außennehrung wurde diese zur Neuen Binnennehrung (heute Bohnsacker Insel) und die bereits eingedeichte Binnennehrung zur Alten Binnennehrung. Einlagen bezeichneten Poldergebiete. Vom Danziger Werder wurde das Bau-Amt der Danziger Niederung unterschieden.

### Geomorphologie
Geomorphologisch unterscheidet man heute die erweiterte Werderlandschaft Żuławy Wiślane (313.54) und das Gebiet der Ausgleichsküste, die nicht nur den Nehrungsstreifen, sondern das Gebiet der Ausgleichsküste ab der Stadtgrenze von Sopot (Zoppot) umfasst, aber mit Mierzeja Wiślana (313.53) bezeichnet wird.

## Das Flusssystem des Weichseldeltas
Der Einstrom der Weichsel in die Ostsee wurde durch den Dünenrücken der Danziger Nehrung versperrt, des westlichen Teils der Frischen Nehrung (Mierzeja Wiślana, Weichselnehrung entsprechend). Zwischen Danziger, Elbinger Höhe und Dünenrücken hat sich ein Binnendelta gebildet. Kurz hinter Gniew (Mewe) zweigt nach Osten die Nogat ab, die erst 1371 durch ein Hochwasser vom selbständigen Fluss (wieder) zum Weichselarm wurde und im Bereich der Elbinger Niederung in das Frische Haff (Zalew Wiślany, Weichselhaff entsprechend) mündet.
Der Hauptstrom der Weichsel verzweigte sich in die Danziger Weichsel und die Elbinger Weichsel (Szkarpawa), die ebenfalls ins Frische Haff mündet und bis Anfang des 19. Jahrhunderts der Hauptstrom war. Die Szkarpawa erhielt ihren Namen von der Scharpau und hat ihrerseits ein Delta ausgebildet. Dessen nördlichster Arm wird Königsberger Weichsel (Wisła Królewiecka) genannt.
Die Danziger Weichsel folgte dem Urstrom und mündete nahe der Stadt Danzig (Gdańsk) in die Danziger Bucht (Zatoka Gdańska). Im Jahre 1840 entstand bei einem Hochwasser der Weichseldurchbruch auf halbem Wege zwischen der Gabelung und Danzig. Der neue Weichselarm erhielt den Namen Kühne Weichsel (Wisła Śmiała), der alte Arm versandete zunehmend. In den Jahren 1889 bis 1895 wurde dann bei der Gabelung die Nehrung durchstochen, um die Hochwassergefährdung des Weichseldeltas zu vermindern. Seit der größte Teil der Stromweichsel (Leniwka) durch diesen Weichseldurchstich (Przekop Wisły) in die Ostsee strömt, wurde die Versandung der Danziger Weichsel durch eine Schleuse verhindert. Sie erhielt den Namen Tote Weichsel (Martwa Wisła).
Am westlichen Rande des Deltas münden die Mottlau (Motława) und der Radaunekanal (Radunia) in die Tote Weichsel.

## Geschichte

### Besiedlung
Etwa um 100 nannte der römische Historiker Publius Cornelius Tacitus in seiner Germania neben anderen germanischen Völkern auch die Goten als Bewohner des Weichseldeltas. Die archäologische Hinterlassenschaft der Goten und anderer an der Weichsel wohnenden Völker, wurde nach dem nahe der Nogat gelegenen Ort Willenberg, nach 1945 Wielbark-Kultur genannt. Etwa um 200 begannen die Germanen, namentlich die Goten und Gepiden, das Weichselgebiet zu verlassen und nach Südosten in die heutige Ukraine zu wandern. Westbaltische Aesten, die Vorfahren der Prußen, wanderten weiter westlich, wo sie vor den Goten schon lebten.
Westslawische Stämme verbreiteten sich seit dem Ende des 6. Jahrhunderts und kamen bis an die Ostsee. Das Gebiet westlich der unteren Weichsel war im 10. Jahrhundert zum großen Teil slawisch besiedelt. Nach der Mitte des 10. Jahrhunderts werden die Polanen in westlichen Quellen erstmals erwähnt, ein mit den slawischen Pommern engverwandter Stamm.
Die Lage an der Weichselmündung brachte der Gegend schon zu allen Zeiten intensive Kontakte nach Süden. Die Bernsteinstraße führte seit der Jungsteinzeit vom Samland über das Weichseldelta südwärts bis an die Adria. Zahlreiche arabische Silbermünzen des 8. bis 10. Jahrhunderts, vielfach zu „Hacksilber“ zerkleinert, wurden in Pommerellen gefunden. Sie können durch Handels- oder Beutefahrten der Wikinger wie auch durch slawische und sogar arabische Händler aus dem Mittelmeerraum dorthin gelangt sein.
997 kam der Prager Bischof Adalbert im Geleit von Soldaten des späteren polnischen Königs Bolesław Chrobry nach Danzig: Die Taufe vieler Heiden nach einer eintägigen Predigt war der Beginn der Christianisierung.
Um 1224 verlieh der pommerellische Herzog Swantopolk II. (Zwantepolc de Danceke) das Lübische Recht an die deutsche Kaufmannssiedlung der Danziger Rechtstadt. Um 1295 verlieh der polnische König Przemysław II. ihr das Magdeburger Recht.
In den Jahren ab 1225 unterstützte der Deutsche Orden Herzog Konrad von Masowien im Kampf gegen die heidnischen Prußen und setzte sich Kulmer Land fest. Die Stadt Elbing wurde im Jahr 1237 unter dem Schutz des Deutschen Ordens durch aus Lübeck stammende Handwerker und Kaufleute gegründet.
1308 eroberte der Orden die Stadt Danzig und brannte sie nieder. Der Hochmeister, der seit 1291 in Venedig residierte, verlegte 1309 seinen Sitz auf die Marienburg. Der Deutschordensstaat erlebte im 14. Jahrhundert seine Blütezeit. Danzig und Elbing entwickelten sich zu führenden Hansestädten im östlichen Mitteleuropa.
1397 begann der Aufstand des Adels und der Städte gegen die Herrschaft der Ordensritter. Nach der Schlacht bei Tannenberg war die Macht des Ordens gebrochen. 1440 gründeten die preußischen Hansestädte gemeinsam mit den Landesständen den Preußischen Bund, der gegen die Herrschaft des Ordens gerichtet war und eine Unterstellung unter den polnischen König anstrebte. 1452 ließen sie sich ihre Rechte und Privilegien von Kaiser Friedrich III. bestätigen. Nach dem siegreichen Dreizehnjährigen Krieg des Preußischen Bundes gemeinsam mit Polen gegen den Deutschen Orden (1453–1466) entstand Königliche Preußen (Prusy Królewskie). Neben den Danziger und Elbinger Territorien im Werder wurde die Woiwodschaft Marienburg gebildet. Die Städte huldigten 1454 dem Jagiellonen Polenkönig Kasimir IV. als Schutzherrn. Er und seine Nachfolger bestätigten den Hansestädten sämtliche alten Privilegien und verliehen viele neue.
- Niederländer (darunter Flamen, Friesen und Holländer ≈ Olędrzy)
- Mennoniten (großenteils zur erstgenannten Gruppe gehörend)

### Freie Stadt Danzig
Freie Stadt Danzig

### Zweiter Weltkrieg
Unmittelbar nach dem Überfall auf Polen wurde bei Stutthof ein Zivilgefangenenlager für Polen eingerichtet. 1942 erhielt das KZ Stutthof den Status Konzentrationslager der Stufe I, es bestand vom 2. September 1939 bis zum 9. Mai 1945. Es wurde erst nach der Kapitulation in Karlshorst befreit und war damit das letzte befreite KZ. Von 110.000 inhaftierten Menschen kamen ungefähr 65.000 um.
Nach der Einschließung Ostpreußens verlief seit Ende Januar 1945 die Hauptroute der Flüchtlingstrecks über die Frische Nehrung und die Weichsel in Richtung Westen. Das Werdergebiet zwischen Weichsel und Bodenwinkel am Fuß der Nehrung wurde bis zum letzten Tag des Krieges von Resten der Armee Ostpreußen verteidigt.
Nach Ende des Weltkriegs wurde das Gebiet unter polnische Verwaltung gestellt. Es wanderten nun Polen zu, die aus dem bisherigen Polen stammten, zum Teil auch aus dem ehemals östlichen Polen umgesiedelt wurden. Soweit die deutschen Einwohner nicht geflohen waren, wurden sie in der darauf folgenden Zeit von der örtlichen polnischen Verwaltungsbehörde vertrieben.

### UNESCO-Welterbe in Polen

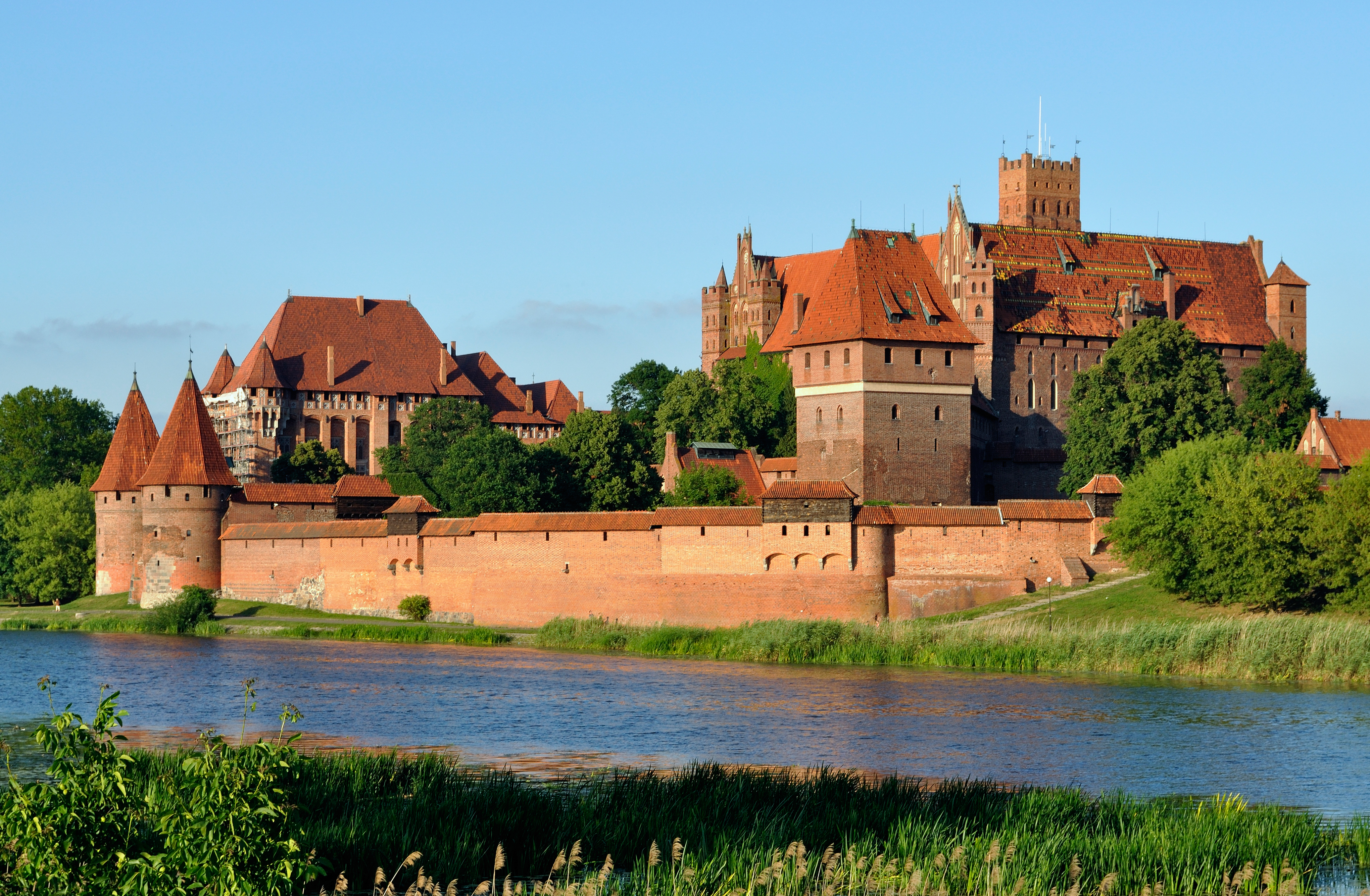
Ansicht der Marienburg

Die Marienburg befindet sich seit 1992 als Ordensburg und größter Backsteinbau in Europa auf der Liste des Welterbes in Polen. Das gesamte Gebiet des Weichseldeltas war seit 1993 zeitweise ebenfalls bei der UNESCO für die Welterbeliste, sowohl als Kulturerbe, wie auch als Naturerbe, nominiert.

### Verwaltung
- Landkreis Großes Werder
- Kreis Danziger Niederung

- Powiat Gdański
- Powiat Nowodworski (Tiegenhof)
- Powiat Malborski
- Powiat Elbląski

## Landgewinnung
- Eindeichung
- Aufschlickung
- Trockenlegung und Pumpwerke